# أبو بكر الشافعي
أبو بكر الشافعي (260 - 354 هـ، 874 - 965). هو الإمام محمد بن عبد الله بن إبراهيم بن عبد ربه، أبوبكر البغدادي، الشافعي، البزاز، المحدّث، المتقن، الحجة، الفقيه، مسند العراق، صاحب الغَيلانيّات العالية (منسوبة إلى تلميذه إبراهيم بن غيلان الذي رواها عنه، وهي من أعلى الحديث وأحسنه).
ولد بجَبُّل (قرب واسط). سمع عن موسى بن سهل الوشاء خاتمة أصحاب ابن عليّة، ومحمد بن شداد المسمعي خاتمة أصحاب يحيى القطّان. حدّث عنه الدارقطني، وابن شاهين، وابن شاذان، وغيرهم.
طال عمر أبي بكر الشافعي، وتفرد بالرواية عن جماعة، تزاحم عليه الطلبة لإتقانه، وعلو إسناده. سمع بمصر، والشام، والجزيرة، وغير ذلك. سُئل الدَارقطني عنه فقال: ثقة، جبل، ما كان في ذلك الوقت أحد أوثق منه. له مسند موسى الكاظم بن جعفر بن محمد ؛ الفوائد الفوائد المنتخبة العوالي عن الشيوخ، المشهورة بالغيلانيات.